# Dance Dance Revolution 4thMix
Dance Dance Revolution 4thMix, ou 4thMix é um jogo da linha Dance Dance Revolution lançado para o Arcade e o PlayStation.

## Músicas
- ".59" - dj Taka
- "1,2,3,4,007" - Ni-Ni
- "B4U" - Naoki
- "Baby Baby Gimme Your Love" - Divas
- "Boys" (Euro Mix) - smile d.k.
- "Bumble Bee" - bambee
- "Burnin' the Floor" - Naoki
- "Dam Dariram" (KCP Mix) - Joga
- "Don't Stop!" (AMD 2nd Mix) - Dr. Vibe feat. JP miles
- "Dream a Dream" - Captain Jack
- "Eat You Up" - Angie Gold
- "era" (nostalmix) - TaQ
- "Follow the Sun" (90 In the Shade Mix) - Triple J
- "Furuhata's Theme" - CJ Crew feat. Sedge
- "Get Me in Your Sight" (AMD Cancun Mix) - Symphonic Defoggers with 1479
- "Gimme Gimme Gimme" - E-Rotic
- "Gotcha" (The Theme from Starsky & Hutch) - Andy G's Magic Disco Machine
- "Have You Never Been Mellow" (Mm Groovin' Mix) - The Olivia Project
- "Hero" (Happy Grandale Mix) - Papaya
- "Hero" (KCP Discotique Mix) - Papaya
- "Higher" - NM feat. Sunny
- "Holic" - TaQ
- "Hypnotic Crisis" - Blue Destroyers
- "If You Were Here" (B4 Za Beat Mix) - Jennifer
- "In the Heat of the Night" - E-Rotic
- "It Only Takes a Minute" (Extended Remix) - Tavares
- "Kick the Can" - Bus Stop
- "Leading Cyber" - dj Taka
- "Let's Talk It Over" - Shin Murayama feat. Argie Phine
- "Love Again Tonight" (For Melissa Mix) - Naoki feat. Paula Terry
- "Make Your Move" - good-cool feat. JP Miles
- "Music" - Habegale
- "My Summer Love" - Mitsu-O! with Geila
- "Never Gonna Make" (Factory Dance Team Mix) - Morgana
- "Never Let You Down" - good-cool feat. JP Miles
- "Night in Motion" - Cubic22
- "One Two" (Little Bitch) - Bus Stop
- "Only You" - Captain Jack
- "Orion .78" (Ameuro Mix) - Re-Venge
- "Pink Dinosaur" - Papaya
- "Saint Goes Marching" (Remix) - The Saint
- "Shake Your Booty" - KC & The Sunshine Band
- "Shooting Star" - Bang
- "The 7 Jump" - Ken D
- "Trip Machine Climax" - De-Sire
- "Walkie Talkie" - King Kong & D. Jungle Girls
- "Xanadu" - The Olivia Project
- "Young Forever" - Rebbeca